# Gerardo Rivas
Gerardo Rivas – piłkarz paragwajski, napastnik. Później trener.
Jako piłkarz klubu Club Libertad wziął udział w turnieju Copa América 1921, gdzie Paragwaj zajął ostatnie, czwarte miejsce. Rivas zagrał we wszystkich trzech meczach – z Urugwajem (zdobył bramkę), Brazylią i Argentyną.
Rok później wziął udział w turnieju Copa América 1922, gdzie Paragwaj został wicemistrzem Ameryki Południowej. Rivas zagrał we wszystkich pięciu meczach – z Brazylią (zdobył bramkę), Chile, Urugwajem, Argentyną i w decydującym o tytule mistrza barażu z Brazylią.
Następnie wziął udział w turnieju Copa América 1923, gdzie Paragwaj zajął trzecie miejsce. Rivas zagrał we wszystkich trzech meczach – z Argentyną (zdobył bramkę), Urugwajem i Brazylią.
Czwarty raz z rzędu w kontynentalnych mistrzostwach wziął udział podczas turnieju Copa América 1924, gdzie Paragwaj ponownie zajął trzecie miejsce. Rivas zagrał we wszystkich trzech meczach – z Argentyną, Urugwajem (zdobył bramkę) i Chile (zdobył bramkę).
Piąty i ostatni raz w kontynentalnych mistrzostwach wziął udział podczas turnieju Copa América 1925, gdzie Paragwaj zajął ostatnie, trzecie miejsce. Rivas zagrał we wszystkich czterech meczach – dwóch z Argentyną i dwóch z Brazylią (w pierwszym zdobył 2 bramki).
W latach 1921–1926 Rivas rozegrał w reprezentacji Paragwaju 32 mecze i zdobył 12 bramek, co daje mu miejsce w najlepszej szóstce w strzeleckiej tabeli wszech czasów reprezentacji Paragwaju.
Rivas imponował wspaniałą techniką, dorównując pod tym względem najwybitniejszym ówczesnym graczom Urugwaju i Argentyny.
Po zakończeniu kariery piłkarskiej został trenerem – w latach 40. pracował w argentyńskim klubie Rosario Central.